# 彭玉平
彭玉平（1964年8月—），江苏溧阳人，教育部长江学者特聘教授，中山大学教授。

## 生平
1983年由溧阳市光华高级中学文科班考取南京师范大学中文系。1990年获安徽师范大学文艺学硕士学位。1995年于复旦大学获文学博士学位。博士毕业后于中山大学任教，2002年晋升教授。现任中山大学中国语言文学系系主任，兼任中山大学期刊管理中心主任、中山大学学报编辑部主任、《中山大学学报》（社会科学版）主编。
2017年做客中央电视台《百家讲坛》栏目，先后主讲《诗歌里的春天》、《新春史话》、《人间词话》、《诗意新春》系列节目。2019年4月，第五次在《百家讲坛》开讲《诗歌故人心》。

## 学术贡献
主要从事中国文学批评史、中国古代文学以及词学的研究工作。主持国家社科基金重大项目等课题多项，发表论文190余篇。先后入选教育部“新世纪优秀人才支持计划”、广东省珠江学者岗位计划、教育部长江学者奖励计划、中宣部文化名家暨“四个一批”人才、国家万人计划哲学社会科学领军人才等人才项目。

## 社会兼职
国务院学位委员会第八届学科评议组成员，教育部中文专业教学指导委员会委员，广东省中文专业教学指导委员会主任委员，中国词学会副会长，中国古代文学理论学会常务理事，中国近代文学学会常务理事。

## 著作
- 《唐宋名家词导读》（1999年，广东人民出版社）
- 《宋辽金元文学史》（合编）（1999年，中山大学出版社）
- 《中国古典诗学研究》（2000年，中国文联出版社）
- 《白雨斋词话》（陈廷焯著，彭玉平导读）（2009年，上海古籍出版社）
- 《人间词话》（王国维著，彭玉平评注）（2010年，中华书局）
- 《人间词话疏证》（2011年，中华书局）
- 《诗文评的体性》（2012年，北京大学出版社）
- 《中国分体文学学史·词学卷》（上、下）（2013年，山西教育出版社）
- 《唐宋词举要》（2014年，商务印书馆）
- 《王国维词学与学缘研究》（上、下）（2015年，中华书局），入选2014年度《国家哲学社会科学成果文库》[6]
- 《人间词话讲演录》（2019年，商务印书馆）
- 《况周颐与晚清民国词学》（2019年，中华书局），入选2019年度《国家哲学社会科学成果文库》[7]

## 奖励与荣誉
- 2005年，获首届广东省哲学社会科学优秀成果二等奖
- 2009年，获第四届广东省哲学社会科学优秀成果二等奖
- 2011年，获宝钢优秀教师奖
- 2015年，获第七届高等学校科学研究优秀成果奖（人文社会科学）三等奖
- 2016年，获广东省第六届哲学社会科学优秀成果一等奖
- 2016年，获中国韵文学会首届“龙榆生韵文学奖”特等奖[8]
- 2016年，获批享受国务院政府特殊津贴[9]
- 2017年，获广东省第七届哲学社会科学优秀成果一等奖
- 2020年，获第八届高等学校科学研究优秀成果奖（人文社会科学）一等奖
- 2024年，获第九届高等学校科学研究优秀成果奖（人文社会科学）二等奖